# Parti social-démocrate (Espagne)
Pour les articles homonymes, voir Parti social-démocrate.

Le Parti social-démocrate (PSD, en espagnol Partido Social Demócrata) était un parti politique social-démocrate espagnol, fondé le 10 avril 2005, disparu en 2011.
Né à Valence comme Unión Social Demócrata le 10 avril 2005, il changea de nom lorsque José Ramón Lasuén, ancien dirigeant de l’Unión de Centro Democrático (UCD) lui accorda son sigle. Son congrès fondateur date de novembre 2006.[réf. nécessaire]
Pour les élections européennes de 2009, il est allié à Ciudadanos, sous l'étiquette de Libertas.